# Ghetto Djurin
Djurin war ein 1941 eingerichtetes Ghetto in der neu erschaffenen rumänischen Provinz Transnistrien im Rajon Sargorod im heutigen Dorf Dschuryn. Vor der Besatzung durch die deutsche und rumänische Armee lebten bereits 1.000 Juden in dem Ort. Nach der Errichtung des Ghettos kamen etwa 3.800 hauptsächlich aus der Süd-Bukowina deportierte Juden hinzu. Die insgesamt 4.800 Juden wurden nur von einem rumänischen Gendarmen überwacht, so dass die Ghettobewohner faktisch sich selbst überlassen waren.
In dieses Ghetto schmuggelte Willi Ahrem, der Obertruppführer des Zwangsarbeiterlagers im ukrainischen Nemirow, mehrere Juden und versorgte sie mit Nahrung und Kleidung. Er vermittelte an sie Geldsendungen von Angehörigen über die jüdische Gemeinde von Bukarest. Vor einer möglichen Denunziation gelang es ihm, sich 1943 nach Deutschland versetzen zu lassen. Für seine Helfertätigkeit wurde er am 15. Juni 1965 von der Gedenkstätte Yad Vashem als „Gerechter unter den Völkern“ geehrt.